# Semnopithecus ajax
Espèce
Synonymes
- Semnopithecus entellus ajax

Statut de conservation UICN

 EN B1ab(iii)+2ab(iii); D : En danger
Statut CITES
Semnopithecus ajax est une espèce en danger qui fait partie des mammifères Primates. C’est un singe asiatique de la famille des Cercopithecidae.
Il est mentionné dans la liste des 25 espèces de primates les plus menacées au monde de 2014.

## Répartition

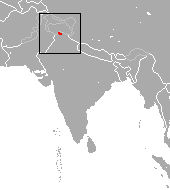
Répartition de l'espèce en Inde, en rouge

L'espèce se rencontre en Asie, au nord de l'Inde et peut-être au Népal.

## Classification
Auparavant considéré comme faisant partie de l'espèce Semnopithecus entellus, en 2001 Groves a scindé celle-ci en sept espèces distinctes,.
Synonyme :
- Semnopithecus entellus (Pocock, 1928) ssp. ajax